# 남해 지족해협 죽방렴
남해 지족해협 죽방렴(南海 只族海峽 竹防簾, 영어: Jukbangnyeom Fishing Facility at Jijok Strait, Namhae)은 대한민국 경상남도 남해군 창선면 지족해협 일원에 있는 죽방렴이다. 대한민국의 명승 71호로 지정되었다. 2019년 4월 3일에 남해 12경 중 하나로 해양수산부가 지정한 국가중요어업유산, 문화재청의 명승 71호와 생생문화재로도 지정돼 있는 전통어로방식-어살(죽방렴)이 국가무형문화재 제138-1호로 지정되었다.

## 현지 안내문
지족해협은 시속 13-15km의 거센 물살이 지나는 좁은 물목으로, 멸치를 대표어종으로 하는 이 일대의 어로작업은 ‘죽방렴’으로 불리는 고유한 어획법을 시행하고 있으며, 현재 23개소의 죽방렴이 설치되어 있는 우리나라 전통적 어업경관의 모습을 잘 보여주는 곳이다.
죽방렴이란 명칭은 대나무 발 그물을 세워 고기를 잡는다는 의미에서 비롯된 것으로 대나무 어살이라고도 하며, 물때를 이용하여 고기가 안으로 들어오면 가두었다가 필요한 만큼 건지는 재래식 어항으로 이곳에서 잡힌 생선은 최고의 횟감으로 손꼽히고 있으며, 물살이 빠른 바다에 사는 고기는 탄력성이 높아 그 맛이 뛰어나다.

## 역사
언제부터 죽방렴을 이용하여 고기를 잡았는지는 알 수 없다. 하지만 《삼국사기》의 <고구려본기>에 ‘강이나 해안에 발을 설치하여 고기를 잡는 어량(魚梁)이 있었는데, 이는 남북국 시대까지 성행했다’라는 기록이 나오는 것으로 보아 삼국시대에도 행해진 어로 방식이었음을 알 수 있다. 고려시대에 주요 어로 방식으로 등장한 방렴(防簾)과 비슷한 형태였던 어량과 관련된 기록은 조선왕조실록이나 지리서에서 많이 볼 수 있다. 1775년(영조 51) 편찬된 《역어류해보》에는 어량을 한글로 ‘어살’이라고 풀이하고 있다. 방렴은 경상도를 중심으로 발달하였고, 함경도와 강원도 일부 지방에서도 설치되었다고 전해진다.
원시적 어로 방식인 죽방렴은 현재 거의 사라졌지만 경상남도 남해군 창선면과 삼동면 사이의 지족해협 일원에서는 아직도 죽방렴을 통한 고기잡이가 활발하게 이루어지고 있다. 지족해협은 가장 넓은 곳의 폭이 약 2,700m, 가장 좁은 곳의 폭이 약 375m이다. 유속이 시속 약 13~15km로 물살이 거세며, 조차(潮差; 밀물과 썰물 때의 수위 차)는 약 10m에 달한다. 외해와 연결되는 사천만에서 내해인 강진만으로 밀물이 밀려드는데, 이 흐름을 따라 죽방렴이 설치되어 있다. 주요 어종은 멸치로, 이곳에서 생산되는 '죽방렴 멸치'는 최상급 멸치로 인정받는다.
지정면적은 5,370,785m2이며, 아름다운 해안의 자연경관과 함께 옛부터 행하였던 고기잡이법을 볼 수 있다. 또, 죽방렴이라는 설치물 자체가 독특하고 뛰어난 광경을 만들어내 명승으로서의 가치가 커 2010년 8월 18일 명승 제71호로 지정되었다.

## 같이 보기
- 창선교
- 죽방렴
- 남해 가천마을 다랑이 논: 명승 15호

## 참고 자료
- 남해 지족해협 죽방렴 - 국가유산청 국가유산포털
- 남해 지족해협 죽방렴(南海知足海峽竹防簾) - 한국민족문화대백과사전